# David Pendleton Oakerhater
David Pendleton Oakerhater (1847-1931) fue un guerrero  y líder espiritual Cheyen, encarcelado por el Gobierno de los Estados Unidos en "Fort Marion, Florida" (actualmente Castillo de San Marcos), por defender a su tribu.
Fue el segundo de los tres hijos de Sleeping Wolf y Wah Nach. En 1873 se casó con Nomee, con quien tuvo cuatro hijos.
Oakerhater fue encarcelado por defender a su tribu en la Guerra del Río Rojo de 1874 a 1875 en contra de los Estados Unidos, junto con 74 guerreros más. 
La episcopal Mary Douglas Burnham comenzó a hacer los arreglos necesarios para patrocinar los presos de la guerra del Río Rojo, incluido Oakerhater, para servir como diáconos iglesia. En abril de 1878 de todos los presos fueron puestos en libertad, para dedicarse al camino religioso.
David Oakerhater fue declarado episcopal diácono en el mes de julio de 1881.
Dos años después de la muerte de Nomee, se casa con Nahepo, con quien tiene dos hijos más.
Muere el 31 de agosto de 1931.
- Datos: Q1176090
- Multimedia: David Pendleton Oakerhater / Q1176090